# Templo de Hoang Phuc

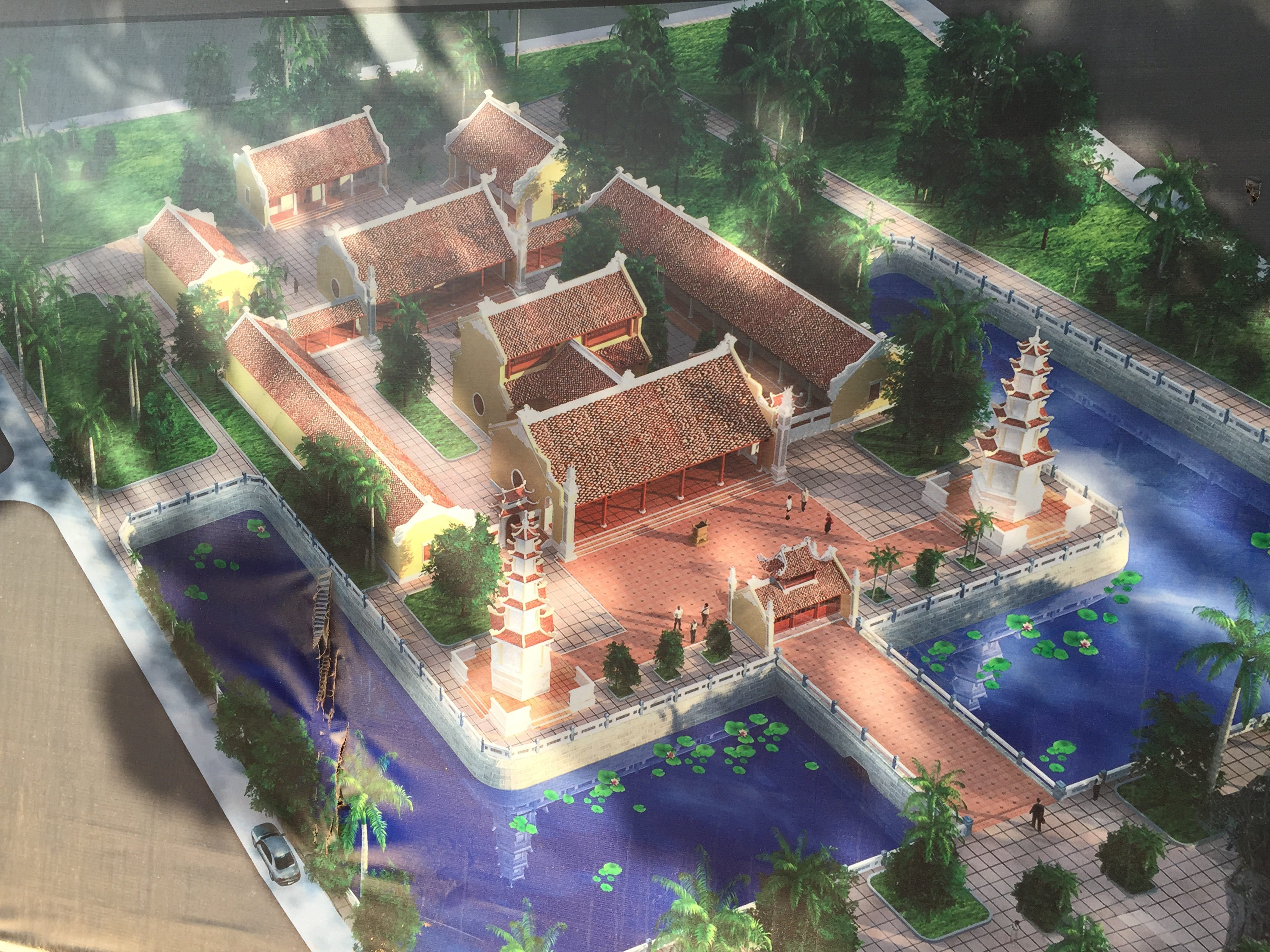
Templo de Hoang Phuc, no Distrito de Le Thuy (em construção e será concluída em 2016)

O Templo de Hoang Phuc (em vietnamita: Chùa Hoằng Phúc) é um templo na Quang Binh, no Vietname. Está localizado no Distrito de Le Thuy. Foi construído em 1314.
O templo foi recontructed duas vezes. Ele entrou em colapso em uma tempestade em dezembro de 1985. Em 2014, a reconstrução do templo começou.

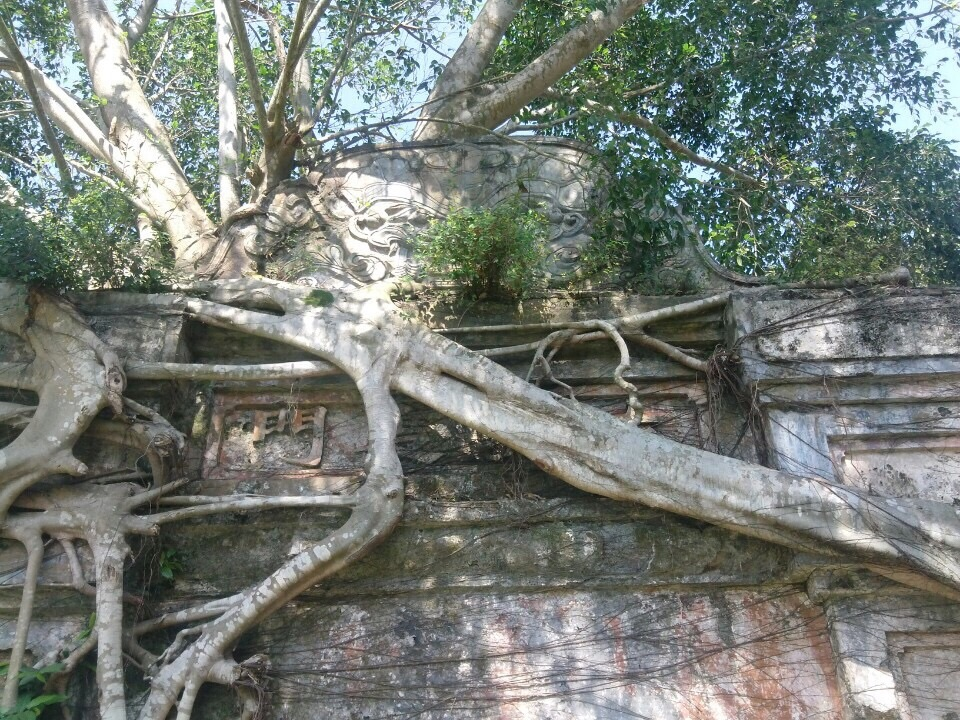
restos do templo (2014)